# Captivador
Captivador es un núcleo de población perteneciente al municipio de La Nucía, en la provincia de Alicante (España). Cuenta con 404 habitantes (2023) y su economía está basada casi en su totalidad en el turismo. Está ubicado a 200 m de altitud, muy cerca la Sierra de Aitana,. Está colindando con Altea y urbanización El Tossal y se encuentra muy cerca de Benidorm (a tan sólo 7 km). Su población es en casi un 55% de origen extranjero. 
| Gráfica de evolución demografía de Captivador entre 2009 y 2023               |
|                                                                               |
| Fuente Instituto Nacional de Estadística - Elaboración gráfica por Wikipedia. |

## Historia
El caserío del Captivador  se encuentra dirección Altea y sus casas se hallan desperdigadas por las laderas del Tossal de San Pere. Según la tradición en este lugar predicó el santo valenciano San Vicente Ferrer, en el año 1410, cuando viajaba desde Teulada a Orihuela y Castilla. Además, el Captivador fue un pueblo morisco hasta 1609y tras su expulsión, los cristianos y habitantes de pueblos cercanos cultivaron estas tierras. Poco a poco fueron levantando construcciones y se fue constituyendo un caserío, que fue adquiriendo cierta autonomía administrativa, pero siempre bajo jurisdicción de La Nucia. 

## Patrimonio
Captivador cuenta con una ermita llamada Sant Vicent. En 1802 se consiguió la licencia para su construcción, y e 1803 a 1812 el culto en esta ermita estuvo a cargo de la Comunidad Franciscana de Altea. Sin embargo, esta comunidad se disolvió por miedo a la entrada de tropas francesas en Altea y pasó a cargo de los vecinos de Captivador. En 1817 se colocó la campana en la espadaña y en 1865 los vecinos hicieron una restauración general de la ermita. Como consecuencia de la Guerra Civil Española, esta ermita fue saqueada y se destruyeron sus imágenes; tras la guerra se volvió a restaurar. En el año 1999 se entronizó una nueva imagen del San Vicente Ferrer, realizada por el escultor D. José Esteve Edo y se restauró el altar mayor a cargo de la Consellería de Cultura. En el año 2006 se entronizó una nueva imagen de la Virgen de los Desamparados, obra hecha por el escultor D. Miguel Ángel Casañ y se restauró su altar. Finalmente, en 2010 se restauró totalmente la ermita, quedando como en su origen.

## Servicios
Cuenta con un Centro Educativo Medioambiental (CEM) que pertenece al Ayuntamiento de La Nucía en colaboración con la Universidad de Alicante. Se encarga de acercar la naturaleza y la historia mediterránea a todos los sectores de la población. Se encuentra ubicado en el Tossal del Captivador y cuenta con una superficie de 15.189 metros cuadrados, se trata de una zona verde con muchos árboles, situado entre dos espacios protegidos: el parque natural de Serra Gelada y el Ponoig-Puig. Durante la visita a este centro se podrá descubrir el clima mediterráneo por medio del arboretum o perderse en la red de senderos el captivador, que une el centro medioambiental con el casco urbano. Asimismo se podrán realizar numerosos talleres, itinerarios, prácticas y experimentos medioambientales.
El arboretum es un jardín botánico que pretende la conservación, el estudio y la divulgación de la diversidad vegetal. Sus zonas se distinguen en cultivos tradicionales, aromáticas-medicinales, cactus-crasas, autóctonas, jardín ornamental, líquenes y huerto ecológico.

## Fiestas
El fin de semana posterior al de Pascua, se celebran en las fiestas en honor a San Vicente Ferrer en la ermita del Captivador de La Nucía. En un principio se celebraban los lunes, pero en los últimos años la fiesta se ha extendido y abarca el sábado, domingo y lunes. Cuenta con actos de todo tipo: danses, conciertos, albaes, presentación de libros talleres en el CEM, romería, carrera pedestre, pilota valenciana y misa. Todas estas actividades que se realizan son totalmente gratuitas. 